# Audi RS4
L'Audi RS4, dont les initiales RS pour « Rennsport » en allemand signifient qu'il s'agit d'une version « ultrasportive », est la déclinaison la plus sportive de la gamme A4 du constructeur automobile allemand Audi. Construite par la division Quattro GmbH, division sport du groupe Audi AG, la RS4 se place comme la remplaçante de l'Audi RS2 des années 1990.
La première génération de l'Audi RS4, dénommée « B5 » selon la désignation de son châssis, est uniquement produite en version Avant (break) de 2000 à 2001. Il s'agit à cette époque de la version break la plus puissante du marché. En 2006, elle est remise au goût du jour avec la version « B7 » de l'Audi A4 pour concurrencer ses rivales que sont les BMW M3, Mercedes-Benz C63 AMG et Lexus IS-F.

## RS4 B5 (1999-2001)
La volonté de Ferdinand Piëch d'élever la marque allemande Audi vers le haut de gamme et ainsi rejoindre les grandes marques du marché que sont Mercedes-Benz et BMW s'exprime dès les années 1980 avec l'Audi Coupé Quattro, célèbre automobile pour son innovation majeure dans le domaine : la transmission intégrale dénommée Quattro.
Quelques années plus tard, la marque allemande s'affaire à travailler désormais sur la motorisation de ses modèles de sport, afin de concurrencer les divisions AMG et Motorsport de respectivement Mercedes et BMW, et ainsi nait l'Audi RS2 développée en collaboration avec Porsche mue par un moteur 5 cylindres de 315 ch. C'est donc naturellement que la nouvelle gamme Audi A4, produite à partir de 1994, s'équipe d'une version « très sportive ». En septembre 1999, Audi a présenté la RS4 en tant que successeur du RS2, qui avait été développé en coopération avec Porsche du printemps 1994 à l'été 1995. 
Contrairement à son prédécesseur, cependant, la RS4 était à 100% un produit de la filiale Audi quattro GmbH, qui est responsable des modèles sportifs d'Audi depuis la fin des années 1990. Comme son prédécesseur, la voiture n'était disponible qu'en tant qu'Avant (break) et était basée sur l'A4 de la gamme B5. Le véhicule, qui n'était disponible qu'en Europe, était proposé à partir de fin 1999 au prix de base, à l'époque, d'environ 127 000 Deutsche Mark.
Durant l'été 2000, l'Audi RS4 est officiellement présentée, dans une version familiale dénommée Avant. Elle est développée notamment sur le châssis et les trains roulants (jambes porte-moyeu avant en aluminium) ainsi que les freins ventilés.
La production de la première RS4 s'est terminée en septembre 2001 après 6 030 exemplaires. Au départ, seulement la moitié de ce nombre était prévu, mais la demande était si élevée qu'Audi a doublé la production. Les derniers véhicules ont été immatriculés en tant que véhicules de l'année modèle 2002.

### Moteur

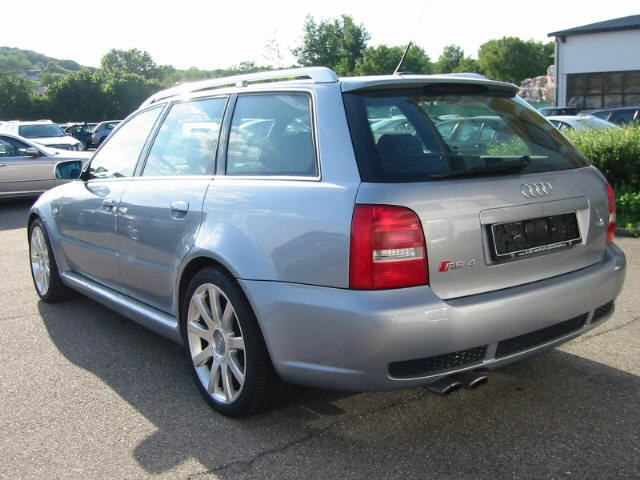
Vue arrière

Les techniciens de la division Quattro GmbH d'Audi et les motoristes de Cosworth, car Cosworth faisait alors partie du groupe Volkswagen, se sont penchés sur cette RS4 de sorte qu'elle puisse rivaliser non seulement avec la BMW M3 mais également avec la Ferrari 360 Modena, cette dernière étant de puissance équivalente.
La RS4 est ainsi propulsée par la version évoluée du moteur V6 de 2,7 litres et 265 ch (195 kW) de l'Audi S4 (B5), turbocompressé par rangée de cylindres, auquel sont adjoints deux arbres à cames en tête avec calage variable de la distribution. De surcroit, une gestion Motronic ME7 Bosch avec pilotage de la pression de suralimentation, une culasse révisée et coulée selon un procédé Cosworth, des refroidisseurs intermédiaires plus grands et un nouveau système d'échappement peaufinent la mécanique.Cette préparation moteur délivre  une puissance de 381 ch (280 kW) allant de 6 000 tr/min  à 7 000 tr/min et un couple de 440 N m de 2 500 tr/min à 6 000 tr/min une plage importante d'utilisation notamment permise par les deux turbocompresseurs plus grands (KKK K04 à 2,2 bars absolus) reconnaissable à la forme en « Y » de l'admission d'air.
Néanmoins, la mécanique n'est pas totalement parfaite et certains équipements vieillissent mal. La boite manuelle à six rapports, seule boite disponible, est perfectible dans son maniement mais l'étagement est cependant réussi. Par ailleurs, les collecteurs des turbos étant dotés de tôles pouvant vibrer, ces dernières finissent à force par casser et venir endommager les turbos, si bien qu'elles provoquent une panne. Pour finir, il arrive que l’admission d’air en « Y » se fende par le dessous provoquant une prise d’air anormale. Cela a pour conséquence un dérèglement de la gestion électronique du moteur engendrant une perte de puissance.

### Transmission
Comme son prédécesseur, la RS4 était équipée d'une transmission manuelle à six rapports et d'une transmission intégrale permanente (quattro). Malgré le poids à vide relativement élevé de 1 620 kg, le véhicule accélère de 0 à 100 km/h en seulement 4,9 secondes.

### Équipement
Par rapport aux modèles A4 normaux, la RS4 B5 en diffère par les caractéristiques suivantes :
- Combiné d'instrumentations avec compteurs modifiés (cadrans noirs, aiguille/pointeur blanc, affichage de la vitesse jusqu'à 310 km/h)
- Sièges sport Recaro avec logo RS4
- Lettrage RS4 à l'intérieur (seuil de portes, volant en cuir, groupe d'instrumentations)
- Pare-chocs avant et arrière modifiés (avec sorties d'air supplémentaires, calandre en forme de nid d'abeille, etc.)
- Ailes et jupes latérales élargies
- Omission des protections de porte
- Boîtiers de rétroviseurs extérieurs en aluminium brossé mat
- Cadre des fenêtres, rails du toit et logo Audi dans la calandre en aluminium mat
- Double pot d'échappement à gauche avec deux sorties ovales

### Design
D'un point de vue esthétique, les modifications entre la version A4 classique et RS4 sont « moins ténues qu’il n’y paraît ». En effet, seuls les rétroviseurs extérieurs brossés aluminium, le bouclier avant élargi muni d’ouïes latérales afin de dissiper la chaleur des échangeurs air/air de l'air de suralimentation issu des turbocompresseurs, les ailes élargies de 34 mm à l’avant et de 32 mm à l’arrière afin d'accueillir les jantes en alliage de 18 pouces, la disparition des baguettes latérales de protection ainsi que la double sortie d'échappement permettent de les distinguer. Moins visibles mais néanmoins utiles, certaines modifications sont fonctionnelles tel que le déflecteur de toit qui assure la stabilité du véhicule à hautes vitesses,.
L'intérieur bénéficie également d'un soin particulier, que la plupart qualifient de « sans-faute » en raison de la qualité des assemblages,. Il s'agit d'une finition de luxe utilisant des matériaux de qualité tel que le carbone, installé notamment sur le tableau de bord, la console centrale et les contre-portes, et des plastiques moussés. Par ailleurs, les sièges baquet en cuir sont signés Recaro,. Si la finition à l'avant est flatteuse, les places arrière ne le sont pas autant et la possibilité d'installer un troisième adulte à l'arrière est proscrite.

### Habitabilité - Confort
Les deux sièges baquets Recaro sont très agréables et assurent un excellent maintien profitable au confort des passagers avant. À l'inverse, la place aux jambes pour les passagers arrière est assez limitée malgré la bonne assise, et la troisième place sur la banquette est restreinte en raison du passage du tunnel central. Le coffre profite quant à lui de 390 dm3 en position normale et jusqu'à dm3 lorsque les sièges arrière sont rabattus. Une tablette modulante type cache-bagages et une banquette rabattable laissent un fond de coffre plat. Sur certains modèles bien équipés, un filet de coffre est également intégré au dossier des sièges arrière.

### Structure et châssis
Étant donné que l'Audi RS4 est une déclinaison de l'A4, il est normal qu'elle reprenne la plupart des éléments de carrosserie et de la structure de cette dernière, dont la coque est en acier. Néanmoins, afin de diminuer le poids du véhicule, la RS4 adopte de nombreux éléments en aluminium, comme les rétroviseurs, les renforts derrière le bouclier avant et dans les portières. Le break Audi affiche ainsi seulement 1 620 kg. Le châssis de la RS4 est par ailleurs abaissé de 20 mm par rapport à la version Avant de l'A4, permettant d'abaisser le centre de gravité et augmenter la stabilité en virage, mais à l'inverse, augmentant excessivement la fermeté et détériorant le confort.

## RS4 B7 (2005-2009)
Alors que l'Audi RS4 de première génération, uniquement disponible en version Avant, s'est vendue à plus de 6 000 exemplaires, Audi présente lors du Salon international de l'automobile de Genève de 2006, la nouvelle version de l'Audi RS4, basée sur le châssis B7 de l'A4, elle est cette fois ci déclinée dans un premier temps en version berline avec un moteur V8 de 4,2 litres et 309 kW (420 ch).
Le prix d'achat de la berline commençait à 71 700 euros et celui de l'Avant à 73 350 euros, tandis que le cabriolet était disponible à partir de 85 050 euros (en octobre 2007).
Afin de se mettre à jour sur les exigences de plus en plus élevée en termes de sportivité, la nouvelle RS4 abandonne le V6 au profit d'un V8. Il s'agit d'ailleurs d'une prouesse d'avoir réussi à intégrer un moteur de cette taille dans une carrosserie au volume contenu. De nombreuses technologies sont par ailleurs issues de la compétition. La raison de cet abandon s'explique par la recherche de performances mais surtout pour le prestige et l'image du V8. Par ailleurs, la production de modèle de plus de 340 ch ayant progressé régulièrement depuis 2000 ayant même atteint une augmentation de 25 % entre 2004 et 2005, l'Audi RS4 a toutes les raisons d'exister.
La production de la berline et de l'Avant a pris fin à l'automne 2008, tandis que le dernier cabriolet fabriqué par Karmann à Rheine est sorti de la chaîne de montage en février 2009. Au total, 14 368 véhicules ont été produits au cours de la période de construction de quatre ans de ce modèle de RS4. Parmi ceux-ci, 7 657 berlines (53%), 5 204 breaks (36%) et 1 507 cabriolets (11%).

### Équipement
Par rapport aux modèles A4 normaux, la version RS s'en distingue par un intérieur légèrement modifié avec :
- Instrumentation du compteur de vitesse avec cadrans modifiés et affichage numérique de la température de l'huile
- Volant plat, en partie en aluminium brillant
- Patins des pédales et repose-pieds en acier inoxydable
- Sièges baquets avec lettrage RS4 en relief
- Bouton de démarrage du moteur dans la console centrale

À l'extérieur, il y a aussi eu des changements, entre autres :
- Ailes élargies
- Pare-chocs modifiés
- Rétroviseurs extérieurs à double barre en aluminium brillant
- Sorties d'échappement ovales

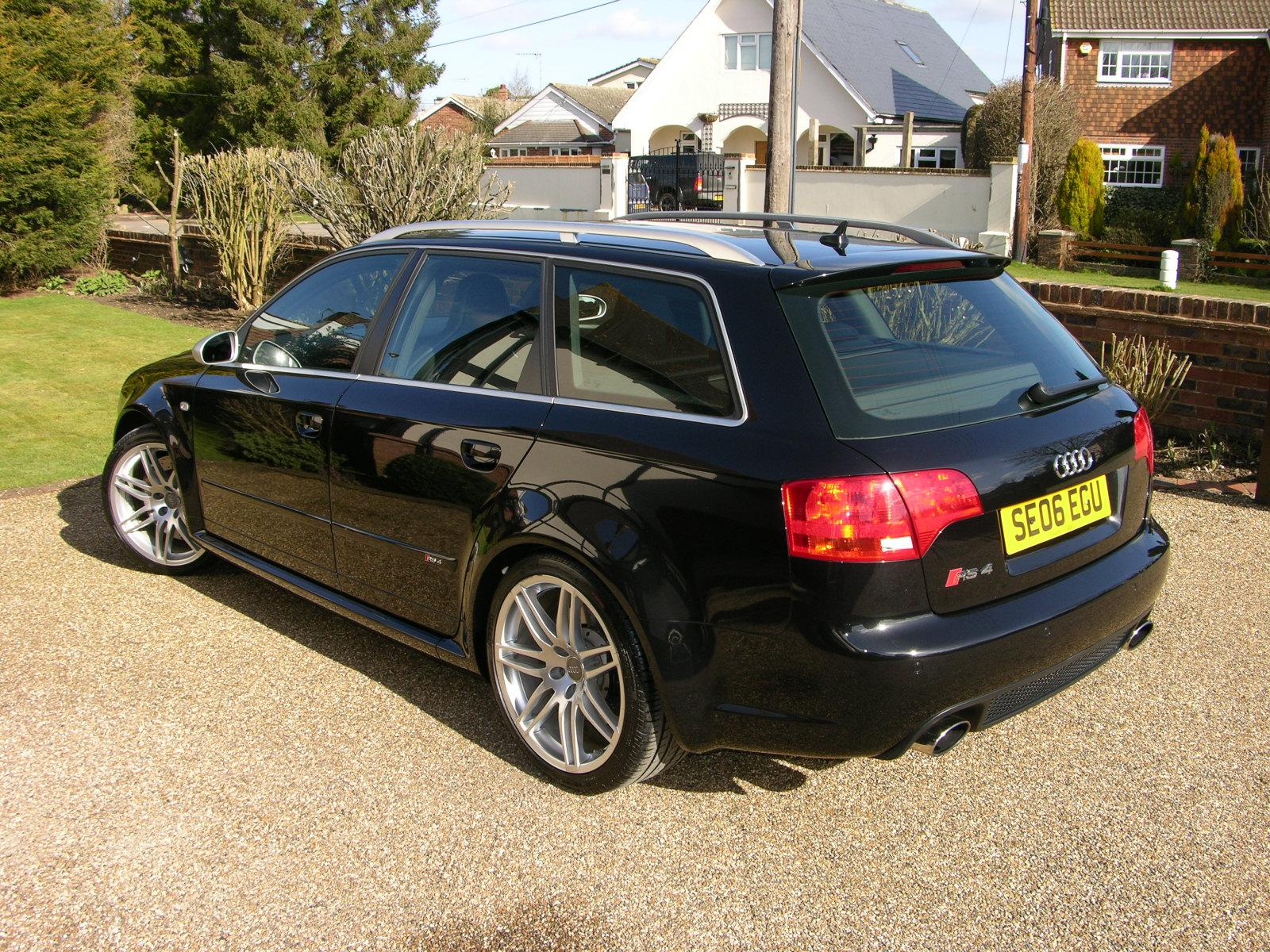
Audi RS4 Avant (2006–2009)
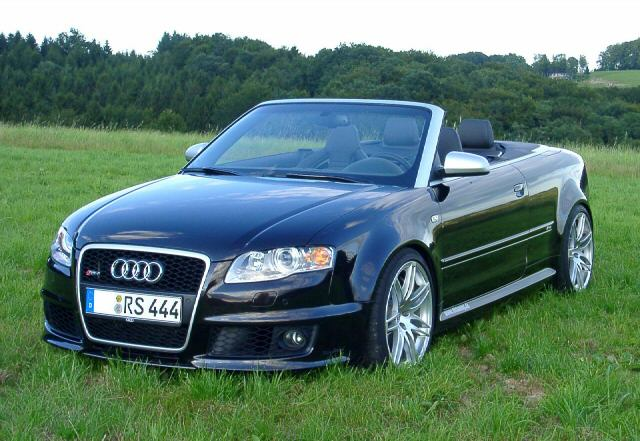
Audi RS4 Cabriolet (2006–2009)
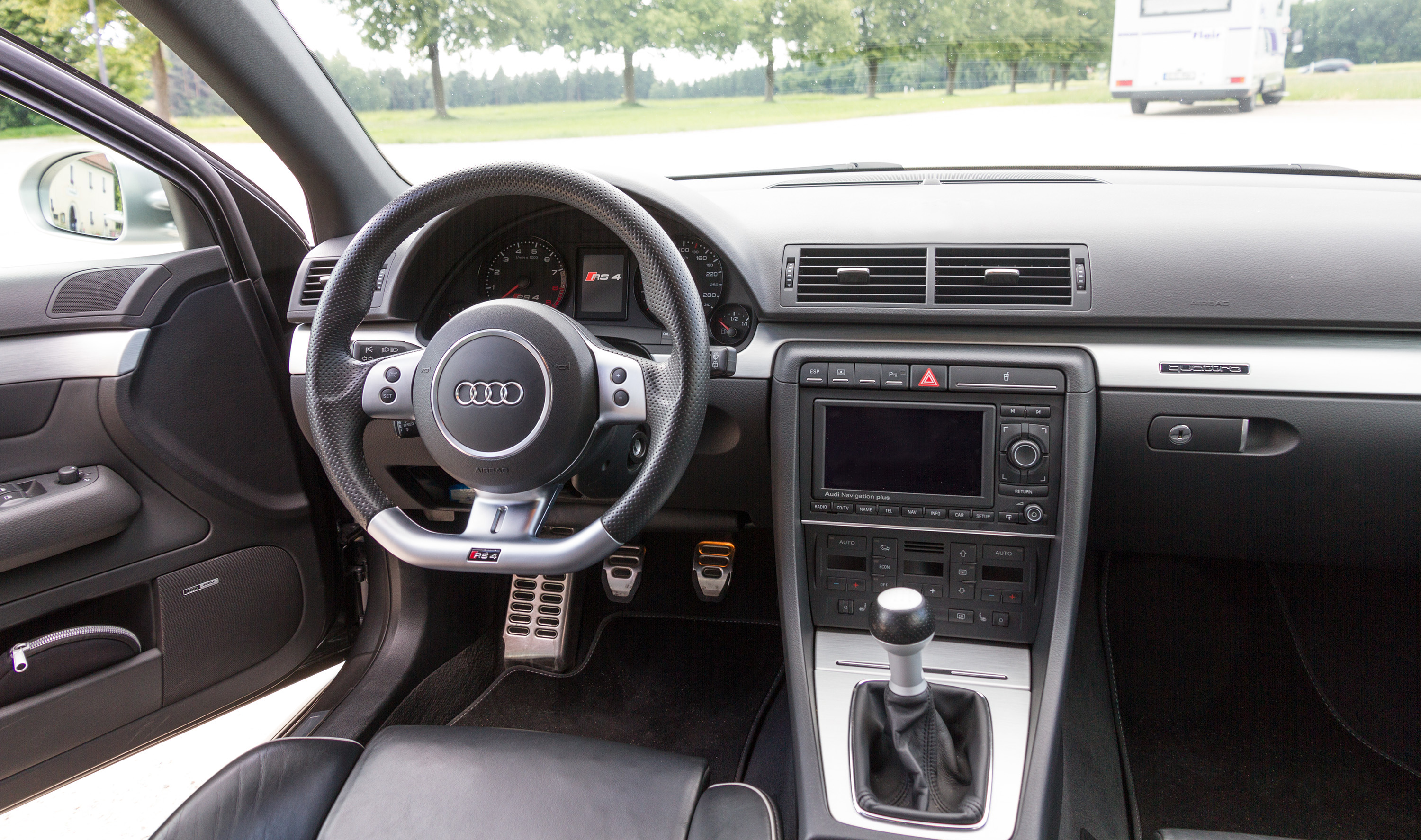
Intérieur

### Finitions de style
À partir d'août 2007, les RS4 berline et Avant pouvaient être complétées par deux nouvelles finitions de style. La Stylepaket Black comprenait la couleur carrosserie Phantomschwarz Perleffekt et des sièges baquets, dont les dossiers sont peints de couleur carrosserie, comme les incrustations à l'intérieur. Les coutures décoratives de l'intérieur cuir sont grises et le cadre de la calandre est également peint en noir. Ces éléments sont blancs pour la Stylepaket White(couleur carrosserie Ibisweiß Perleffekt). 
Pour les deux finitions, les rétroviseurs extérieurs et les roues de 19 pouces ont une finition brillante; le contour du volant, le pommeau du levier de vitesses et la poignée du frein à main sont recouverts de daim. La suspension Sportfahrwerk plus (abaissement supplémentaire de 10 mm) pouvait être commandée en option sans frais supplémentaires, tandis que la vitesse de pointe n'était limitée électroniquement qu'à 280 km/h.

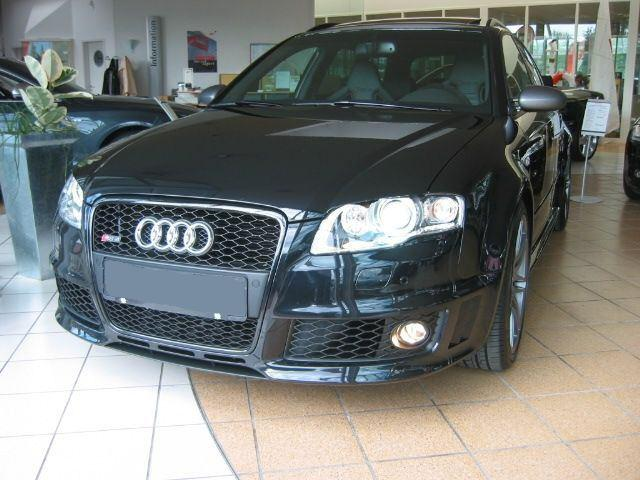
RS4 avec finition de style Black
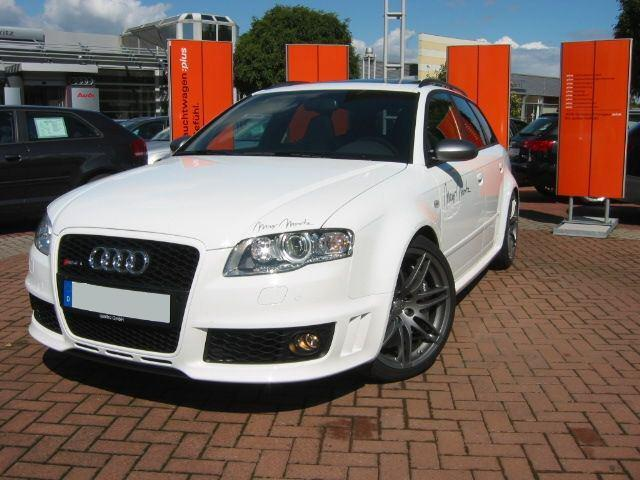
RS4 avec finition de style White

### Moteur
L'utilisation d'un V8 4,2 L permet à la nouvelle RS4 B7 de gagner 40 ch portant ainsi la puissance totale à près de 420 ch (309 kW) à 7 800 tr/min, un régime tours certes élevé mais permettant d'atteindre une puissance au litre de 100 ch et d'emprunter pour la première fois la voie des soi-disant « moteurs à haut régime » pour Audi. Jusqu'à présent, les modèles RS antérieurs étaient toujours équipés d'un turbocompresseur. Un travail important a été réalisé puisque le V8 n'est pas suralimenté comme l'était le V6 de la RS4 B5. En effet, il s'agit d'un moteur FSI à injection directe déjà présent en compétition DTM sur des Audi TT ainsi que sur l'Audi R8 du Mans. Certes, cela a pour conséquence de diminuer le couple de 10 N m, atteignant donc les 430 N m à 5 500 tr/min, en raison de l'alimentation atmosphérique. Néanmoins, 90 % du couple est disponible de 2 250 à 7 600 tr/min.
La nouvelle configuration moteur permet ainsi d'atteindre le 0 à 100 km/h en 4,8 s et le 0 à 200 km/h en 16,6 s. La vitesse maximale est quant à elle limitée électroniquement à 250 km/h, comme le veut le « code de bonne conduite » signé entre les trois grands constructeurs allemands. « Modèle de douceur et de précision », la boite de vitesses manuelle à 6 rapports courts participe grandement à ces performances.

### Transmission
Contrairement à sa prédécesseur, la transmission intégrale (quattro) de cette RS4 fonctionne sur une chaussée antidérapante avec une répartition asymétrique de la puissance dans un rapport de 40% (essieu avant) à 60% (essieu arrière). La RS4 était disponible avec une boîte de vitesses manuelle à six rapport ou bien une boîte automatique.

### Châssis
De nombreuses innovations et modifications technologiques sur le châssis octroient un « comportement presque parfait » à la RS4. À l'avant, le guidage est réalisé par quatre bras transversaux avec axe de pivot variable alors que l’arrière s'équipe de bras trapézoïdaux « assurant l’essentiel lorsque la voiture encaisse de forts appuis en virage ».
La hauteur de caisse est diminuée de 30 mm et les voies sont élargies de 37 mm à l'avant et de 47 mm à l'arrière, en comparaison de l'Audi A4. Hormis le fait que le centre de gravité soit abaissé, améliorant donc la stabilité, cette Audi RS4 profite d'une nouvelle génération Torsen C de transmission Quattro qui participe grandement au comportement. En effet, le couple est réparti dans une configuration 40/60, typé propulsion, mais peut varier selon les conditions entre 15/85 et 65/35.
Technologie issue de l'Audi RS6, l'Audi RS4 s'équipe d'un système DRC pour « Dynamic Ride Control ». Il s'agit d'un dispositif hydraulique, fonctionnant sans électronique pour une plus grande fiabilité, reliant, via une vanne centrale, les amortisseurs deux par deux selon la diagonale. Ce système permet ainsi de non seulement diminuer les mouvements de caisse mais également le roulis et le tangage.

### Design
L'évolution esthétique majeure est, indéniablement, l'adoption de la calandre trapézoïdale dénommée Single Frame, trait stylistique spécifique à la marque Audi. Elle est d'ailleurs progressivement adoptée par l'ensemble de la gamme. Les optiques de phares inaugurent également un nouveau dessin. Les entrées d'air, ainsi que la calandre, sont grillagées façon « nid d’abeille » et les sorties d'échappement ovales sont entourées par une grille alvéolée.
Même si les caractéristiques principales demeurent communes, la version RS4 B7 se distingue bien plus de l'A4 B7 que ne l'avait fait la RS4 B5 de l'A4 B5. La face avant possède des ouvertures élargies pour refroidir le V8 ainsi que des ouïes latérales identiques au dessin de celles de la précédente version. Deux ailerons sont installés pour la stabilité à hautes vitesses : un à l'avant et un deuxième à l'arrière, intégré à la malle.
Trait esthétique maintenu, les rétroviseurs sont brossés aluminium, de même que l'entourage des portes. L'intérieur se distingue de la berline classique A4 par ses baquets en cuir, un pédalier aluminium et notamment, par un volant aplati dans sa partie inférieure, une première chez Audi et bientôt adoptée par toutes les sportives Audi.

### Habitabilité - Confort
L'Audi RS4 ne néglige pas le confort et s'équipe de nombreux équipements de série : 4 coussins gonflables de sécurité (« airbags »), dont le système en rideaux couvrant toute la surface vitrée latérale et le montant central en cas d’accident, les projecteurs au xénon, l'aide au stationnement avant et arrière, la climatisation automatique bizone, le système d'immobilisation et de localisation par satellite, le régulateur de vitesse, le réglage électrique des sièges, etc. La particularité de l'intérieur de l'Audi RS4 est de proposer, gratuitement, deux types d'ambiance : une confort, reprenant les éléments de l'S4 dont notamment les sièges baquets Recaro, ou bien une version sportive siglée « RS » comprenant de nombreux inserts de carbone ainsi que de nouveaux sièges baquets.
L'amortissement est, pour une sportive, ferme mais le confort est néanmoins maintenu même sur routes dégradées. Le système « Brake Disc Wiper » assure un freinage optimal en conservant par tout temps, les disques de frein secs. Le système agit de telle sorte que les garnitures s’appliquent à intervalles réguliers sur les disques afin de les sécher. L'opération se fait sans que le conducteur s'en aperçoive et assure un « meilleur mordant au freinage ». Les sièges avant, baquets, assurent un bon maintien, idéal pour éviter d'être secoué en conduite sportive. D'ailleurs, ils disposent d’une fonction permettant de gonfler les joues latérales, adaptant ainsi le maintien à la morphologie du conducteur. Les passagers arrière sont moins « choyés » étant donné que l'espace aux jambes est assez faible et la place du centre ne permet pas, comme sur la précédente génération, d'installer un adulte, en raison du tunnel central imposant.

### Déclinaison Avant
Audi présente depuis de nombreuses années des versions RS déclinées en version Avant, et l'Audi RS4 B7 n'y échappe pas. Étant donné qu'il s'agit d'un break, l'Avant pèse 1 710 kg contre 1 650 kg pour la berline, soit 60 kg de plus. Néanmoins, les performances sont quasi identiques ; le break (tout comme le cabriolet) perd seulement un dixième en accélération, effectuant le 0 à 100 km/h en 4,9 s, et trois dixième sur le 0 à 200 km/h, effectué donc en 16,9 s.
Paradoxalement, l'Avant perd en capacité de coffre lorsque les sièges ne sont pas rabattus. En effet, la berline affiche une capacité mini de 460 dm3 alors que le break n'en affiche que 442. Les dimensions ne sont pas les mêmes, excepté en longueur. L'Avant mesure 1 816 mm en largeur, 1 415 mm en hauteur et 2 651 mm pour l'empattement.

### Déclinaison Cabriolet
La déclinaison de l'Audi RS4 en cabriolet est une première dans l'histoire de la marque allemande, étant donné qu'aucun autre modèle RS n'a été auparavant décliné en version cabriolet. Cette évolution est due à la volonté de créer une voiture passion. Il y a eu 1503 exemplaire de l'audi RS4 Cabriolet vendu entre 2006 et 2008 dans le monde et seulement 22 vendues en France.
Patrice Franke, le Directeur Général d’Audi France estime que l'Audi RS4 Cabriolet est « un véhicule image constituant une gageure car passer une telle puissance dans une décapotable forcément moins rigide qu’une berline traduit un bel exploit technique. Il s’adresse à des passionnés qui auront un fort ressenti, ne serait-ce qu’avec un bruit d’échappement en prise directe. Le même agrément qu’au guidon d’une moto de grosse cylindrée ».
La présence d'un système décapotable en toile s'ouvrant et se fermant en 21 s, à commande électrohydraulique, augmente le poids du cabriolet de 200 kg par rapport à la berline, culminant à 1 845 kg. Les dimensions ont également changé : 4 555 mm de long, 1 814 mm de large, 1 391 mm de haut. L'empattement quant à lui mesure 2 650 mm.

## RS4 B8 (2012-2015)
Quatre ans après l'absence de la RS4 B7, l'Audi RS4 de troisième génération apparaît en février 2012, présentée au Salon international de l'automobile de Genève sur la base de l'A4 B8 restylée (Avant). Contrairement à sa devancière, l'Audi RS4 B8 n'est disponible qu'en break (nommé Avant). Comme sa prédécesseur, elle était équipée d'un moteur V8 de 4,2 litres à haut régime. Les livraisons du RS4, qui n'est disponible qu'en version break Avant, ont commencé à l'automne 2012. Le prix de lancement commencait à 76 600 euros.

### Équipement

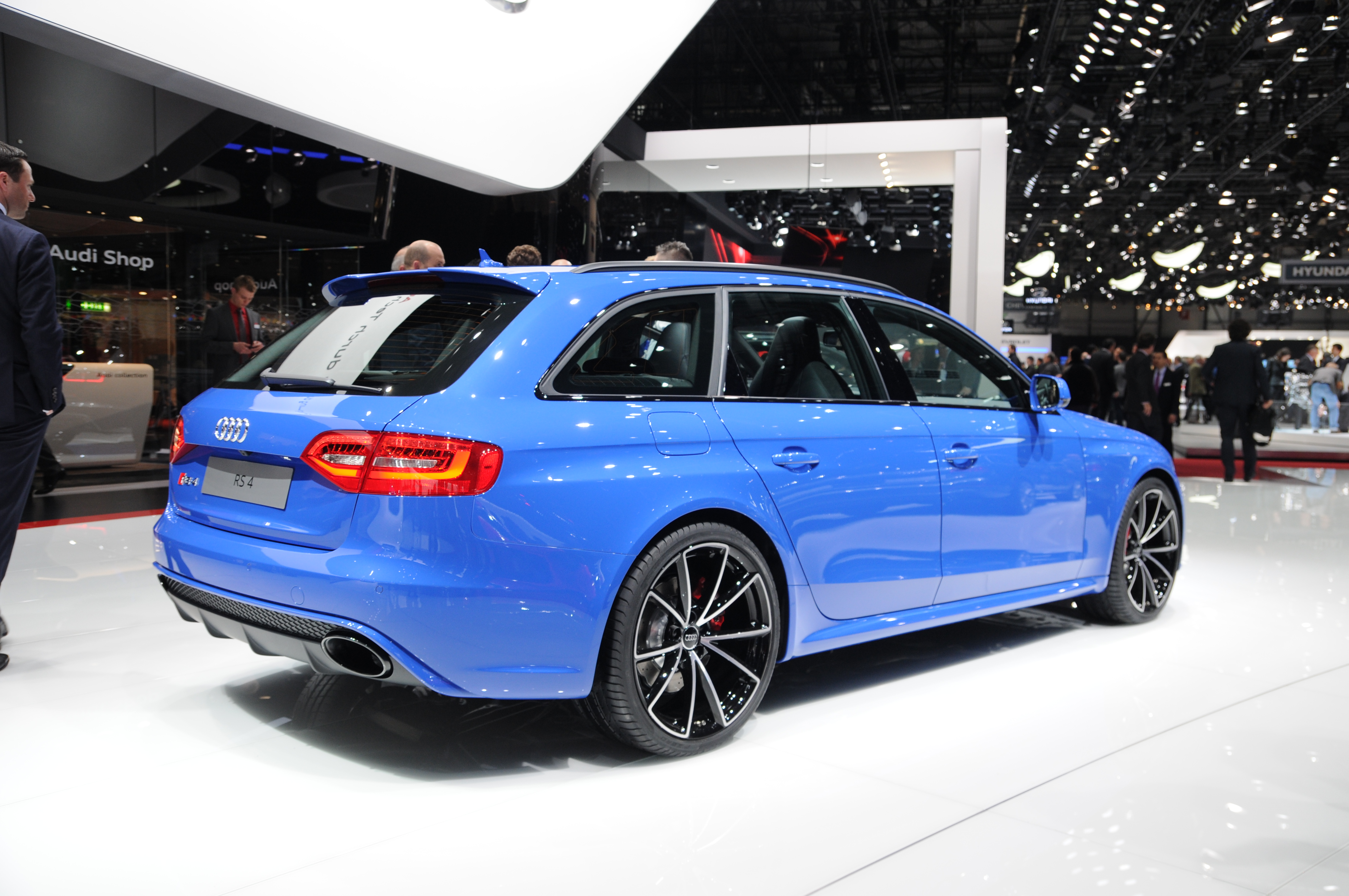
Vue arrière.

Comme les modèles RS4 précédents, ce modèle diffère également visuellement de l'Audi A4 standard. En plus des ailes élargies, des rétroviseurs extérieurs en aluminium et des sorties d'échappement ovales, le RS4 a des pare-chocs modifiés avec des prises d'air élargies à l'avant et un diffuseur à l'arrière du véhicule. Comparé à l'A4 normale, le RS4 a, entre autres, un éclairage xénon avec feux de jour et feux arrière à LED ainsi que des pneus de 19 pouces.
En plus des pédales en aluminium et de divers logos RS4 à l'intérieur, l'équipement intérieur standard est amélioré avec des sièges sport en Alcantara/cuir.

### Moteur et transmission
Le moteur V8 à haut régime d'une cylindrée de 4,2 litres et d'une puissance de 450 chevaux (331 kW) à 8250 tr/min est basé sur celui du modèle précédent, la B7, et offre de rapides accélérations : le 0 à 100 km/h en 4,7 secondes (comme la 911 type 997 Carrera S restylée), le 0 à 200 km/h en un peu plus de 15 secondes (mieux qu'une Corvette C6) et une vitesse de pointe de 250 km/h (bride électronique) et 280 km/h en option. Le couple maximal de 430 Nm est resté inchangé, mais il est maintenant disponible sur une plage de régime moteur allant de 4 000 à 6 000 tr/min. Le même moteur est proposé dans l'Audi RS5 coupé depuis 2010.
Contrairement aux modèles précédents avec boîte manuelle à 6 rapports, la boîte à double embrayage S tronic à 7 rapports est utilisée de série dans le RS4 B8. Comme pour l'Audi RS5, le différentiel à couronne de la transmission intégrale permanente quattro est utilisée en tant que différentiel central, remplaçant l'ancien différentiel Torsen. En plus d'une répartition sans retard du couple moteur et d'une construction plus légère, le nouveau différentiel permet d'acheminer, au maximum, 70% du couple moteur vers l'avant et 85% vers l'arrière.

### Design
Le design reprend celui d'une A4 Avant de la génération, cependant la RS4 lui ajoute des traits sportifs.

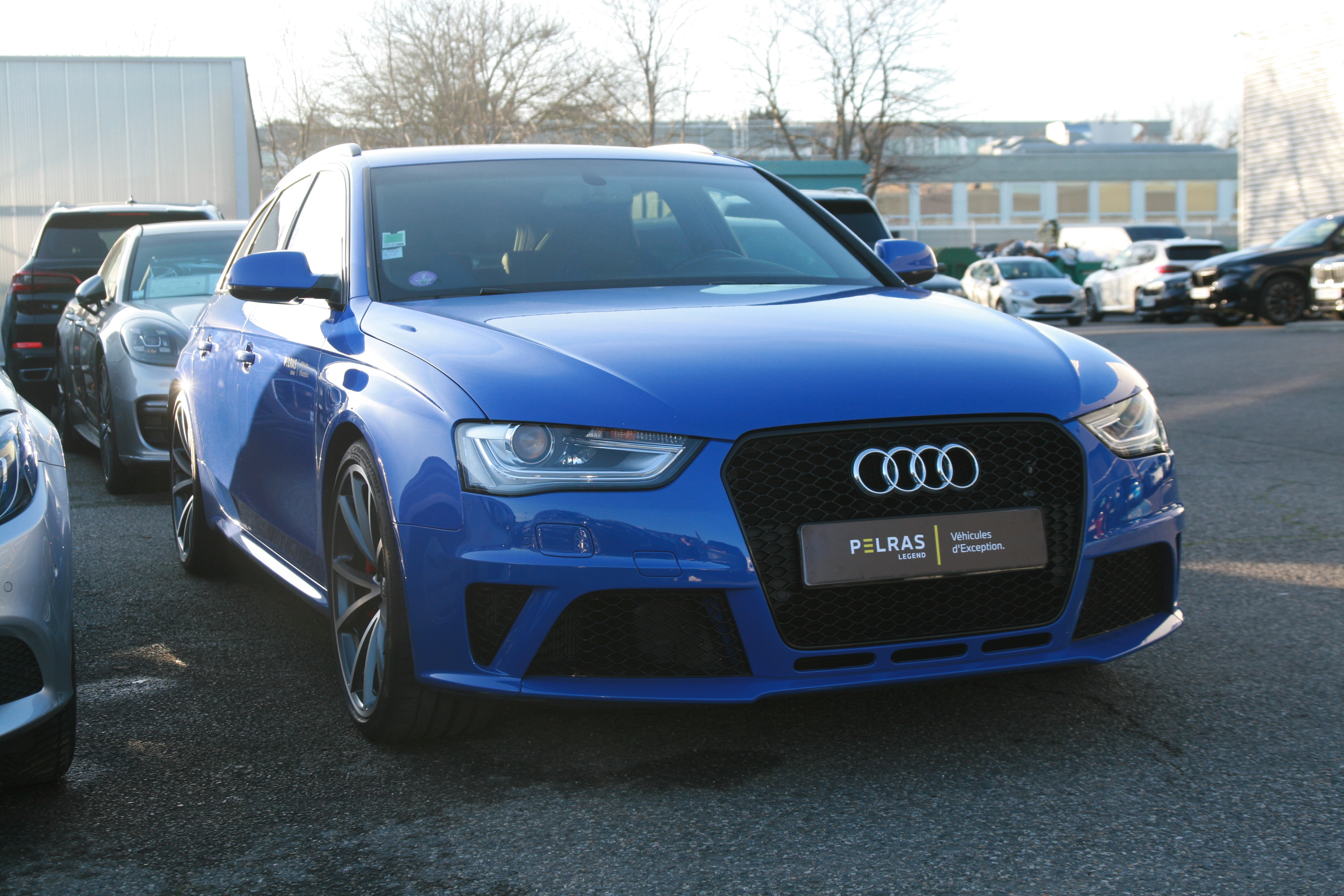
Une Audi RS4 Avant B8 Bleu Nogaro

## RS4 B9 (depuis 2017)
Après les trois générations de l'Audi RS4 succédant à l'Audi RS2 (1992-1995), c'est au tour de l'A4 B9 de se décliner en version sportive RS4 qui utilise le châssis de l'A4 B9 Avant et un moteur Porsche 2.9 de 450 ch commun à la Panamera, elle est présentée en tant qu'Avant au Salon de Francfort-sur-le-Main en septembre 2017. Les premiers véhicules ont été livrés à partir de début 2018 au prix de base de 79 800 euros. La RS4 est également disponible en Chine pour la première fois.

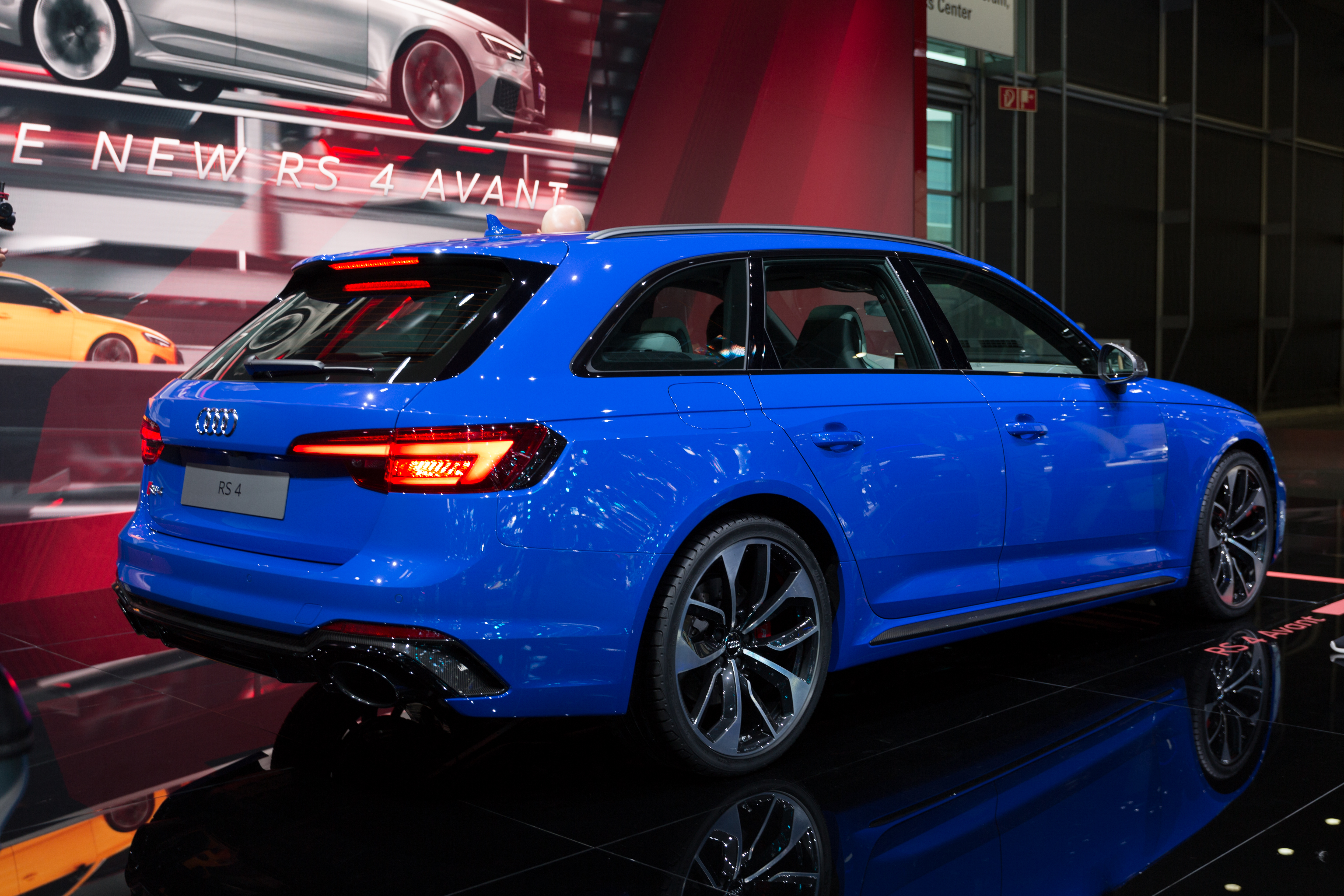
Vue arrière.

### Phase 2
En 2019, elle est restylée. Elle adopte les feux avant de l'A4 Avant ainsi que son intérieur.
|                            | 2.9 450                                |
| -------------------------- | -------------------------------------- |
| Moteur                     | V6                                     |
| Alimentation               | Bi-turbo                               |
| Cylindrée                  | 2894 cm3                               |
| Puissance maxi             | 450 ch (331 kW) à 6 700 tr/min         |
| Couple maxi                | 600 N m de 1 900 à 5 000 tr/min        |
| Norme environnementale     | Euro 6                                 |
| Boîte de vitesses          | Automatique 8 rapports à convertisseur |
| Transmission               | Intégrale permanente                   |
| Vitesse maxi               | 250 km/h (limitée)                     |
| 0-100 km/h                 | 4,1 s                                  |
| Consommation (en L/100 km) | 8,8 L                                  |
| Émissions de CO2 (en g/km) | 199 g                                  |
| Capacité du réservoir      | 58 L                                   |
| Masse à vide (kg EU)       | 1 790 kg                               |

## Compétition
Des Audi RS4 sont régulièrement engagées en compétition, notamment en VLN et aux 24 Heures du Nüburgring. En 2006, Christian Kohlhaas dispute les 24 Heures du Nüburgring à bord d'une Audi RS4 et termine 23e au classement général. En 2011, il concourt de nouveau à bord d'une Audi RS4, exploitée cette fois par le Götz Motorsport. Après de nombreux problèmes, il se classe au 71e rang du classement général.

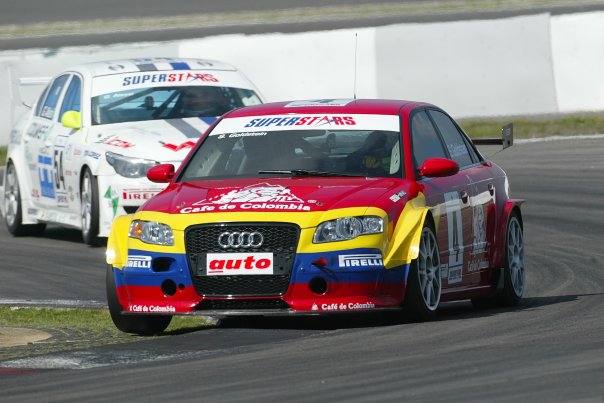
Steven Goldstein sur Audi RS4, lors d'une manche de Superstars Series en 2008.

Des Audi RS4 largement modifiées sont également engagées dans le championnat italien de voitures de tourisme, dénommé Superstars Series. Audi Sport Italie fait entrer en compétition la RS4 en 2006. Au total, quatre châssis seront fabriqués. L'Audi RS4 est remplacée en 2012 par l'Audi RS5, mais des écuries privées exploitent la RS4 jusqu'en 2013.